# Сім'я Оппенгейм
«Сім'я Оппенгейм» — радянський художній фільм 1938 року, знятий на кіностудії «Мосфільм», екранізація роману Ліона Фейхтвангера «Сім'я Опперман».

## Сюжет
Трагічна історія єврейської сім'ї в Німеччині початку 1930-х років. Унаслідок нещасного випадку, в бійці з п'яним нацистом, гине доктор літератури Гейнціус, викладач гімназії Королеви Луїзи. На його місце приходить професор-нацист Фогельзанг (Астангов), і на першому ж занятті принижує юного Бертольда Оппенгейма (Балашов). Фогельзангу не подобається, що у нього в учнях — єврей, і не подобається тема майбутньої доповіді Бертольда — «Гуманізм і XX століття». Оскільки останньою темою, яку проходили учні з професором Гейнціусом, була битва в Тевтобузькому Лісі, Фогельзанг пропонує Бертольду зробити доповідь про Армінія Германця. Неохоче Бертольд погоджується.
Того ж дня батько Бертольда, Мартін Оппенгейм (Толчанов), відмовляється об'єднати свою успішну меблеву фірму з невеликою фірмою німця-конкурента. Він не вірить, що в нього можуть початися проблеми тільки тому, що він — єврей. Близький друг Бертольда, Ріхард (Консовський), не був присутній на першому занятті з професором Фогельзангом, тому що його батькові робив складну операцію видатний хірург Едгар Оппенгейм (Плотников), дядько Бертольда, разом зі своїм помічником Якобі (Міхоелс). У лікарні Ріхард знайомиться з Руфь (Міновицька), кузиною Бертольда.
Увечері в будинку Оппенгеймів гучно святкували 17-річчя Бертольда. Під час урочистостей, несподівано для всіх, нацистський тост вимовляє запрошений поет Гутветтер (Мартінсон), чим викликає подив усіх присутніх. Вночі Бертольд просить водія батька, Пахінке (Соловйов), відвезти його до пам'ятника Армінія, тому що йому дуже важливо зрозуміти і відчути, що ж це була за людина. На зворотному шляху Пахінке дозволяє Бертольду сісти за кермо, але просить висадити його біля монастирського парку. Як тільки вони під'їжджають до цього місця, то спостерігають погоню нацистських штурмовиків за Веллером (Боголюбов). Бертольд рятує Веллера, вказавши штурмовикам помилковий шлях. Він здогадався, що Пахінке повинен був зустрітися тут саме з Веллером.
Настає день, коли Бертольду потрібно робити доповідь. Він різко висловлюється про роль Армінія в історії і стверджує, що німецьку культуру представляє не цей войовничий варвар, а Гейне, Гете і Бетховен. Фогельзанг в люті. Він вимагає, щоб Бертольд публічно вибачився і відрікся від своєї доповіді, але той не погоджується. Відразу ж після цього випадку до Бертольда починають демонстративно зневажливо ставитися багато працівників і учні гімназії. Правда, друзі Бертольда, ті самі німці, в усьому підтримують його, а Ріхард хвалить доповідь, і каже, що пишається таким другом. Сам Ріхард кидає навчання і йде працювати на завод, тому що там «клімат для нього ліпший». Зневажаючи Бертольда, один з учнів, Ріттерштег (Карельських), важко ранить Пахінке, стверджуючи, що насправді це на нього напали, а він всього лише захищався.
Фогельзанг вимагає у доктора Франсуа, директора гімназії, публічного каяття Бертольда не пізніше 1 березня, в актовій залі. В іншому випадку, він вимагає виключення Оппенгейма. Доктор Франсуа, м'який і добрий чоловік, сам терпіти не може Фогельзанга, але змушений викликати свого улюбленого учня і просити його вибачитися. Він дозволяє Бертольду подумати і відповісти письмово ввечері.
Бертольд мучиться сумнівами, він хоче поговорити про це зі своїм дядьком, але той, перебуваючи у своєї коханки Сібілли, передає через Руфь, що поговорить з ним завтра. Бертольд пригнічений і Руфь намагається відволікти його, пропонує розповісти все їй. Вони заходять в кафе і Бертольд розповідає їй про свій конфлікт з Фогельзангом. Руфь радить йому поїхати з Німеччини, але він рішуче відмовляється. За вечерею Мартін Оппенгейм, який уже продав за копійки свою фірму німцеві, грубо наполягає, щоб Бертольд неодмінно вибачився. Остаточно роздавлений, Бертольд відправляє швидкою поштою лист доктору Франсуа про те, що він буде завтра в актовій залі. А сам тим часом бере снодійне з кімнати матері й заподіює собі смерть. Про це й оголосить доктор Франсуа присутнім учням і викладачам. Звинувативши Фогельзанга у вбивстві Бертольда, Франсуа подає у відставку.
Мартін Оппенгейм з дружиною, продавши все своє майно, їдуть до Франції. У клініці, під час операції, відбувається погром — Едгар Оппенгейм заарештований. У камері він знайомиться з Веллером, який розповідає йому про діяльність справжніх німців. Веллера відводять на страту, а Едгар, після звільнення, разом з Руфь таємно тікає з країни. До кордону їх проводжає Ріхард. Руфь запитує його, чи приїде він до них. На що Ріхард відповідає, що це вона приїде до нього, «Німеччина буде нашою, Руфь!».

## У ролях
- Володимир Балашов —  Бертольд Оппенгейм
- Йосип Толчанов —  Мартін Оппенгейм
- Ада Войцик —  Лізелотта
- Микола Плотников —  Едгар Оппенгейм
- Галина Міновицька —  Руфь Оппенгейм
- Раїса Єсипова —  Сибілла
- Осип Абдулов —  Жак Лавендель
- С. Зиков — гімназист, друг Бертольда, Генріх Лавендель
- Соломон Міхоелс —  Якобі
- Сергій Днєпров —  директор гімназії Франсуа
- Аркадій Благонравов —  директор клініки Лоренц
- Микола Боголюбов —  Веллер
- Володимир Соловйов —  Пахінке
- Олексій Консовський —  Ріхард
- Михайло Астангов —  Фогельзанг
- Костянтин Карельських —  Ріттерштег
- Сергій Мартінсон —  поет Гутветтер
- Михайло Державін —  промисловець Велс
- Михайло Глузський —  гімназист
- Григорій Шпігель —  гімназист
- Федір Іванов —  гімназист
- Володимир Зельдін —  гість на дні народження Бертольда
- Олександр Смирнов —  ув'язнений

## Знімальна група
- Автор сценарію — Серафима Рошаль, Ліон Фейхтвангер
- Режисер — Григорій Рошаль
- Оператор — Леонід Косматов
- Асистент оператор — В. Ніколаєв
- Композитор — Микола Крюков
- Головний художник — Йосип Шпінель
- Художники — Олександр Жаренов, А. Вайсфельд
- Асистенти режисера — В. Герасимов, Л. Брожовський
- Режисер-монтажер — Є. Ладиженська
- Звукооператор — Сергій Минервін
- Звукооформлювач — Р. Лукіна
- Диригент — Лев Штейнберг
- Гример-художник — А. Єрмолов
- Директор — М. Владимиров